# 야나 트로야노바
야나 알렉산드로브나 트로야노바(러시아어: Я́на Алекса́ндровна Троя́нова, 1973년 2월 12일 ~ )는 러시아의 배우이다.

## 영화
- 더 랜드 오브 오즈 (2015년)
- 바이 마이 사이드 (2014년)
- 코코코 (2012년)
- 셀레스철 와이브즈 오브 메도우 마리 (2012년)
- 리빙 (2012년)
- 울피 (2009년)